# Brawl Stars
Brawl Stars (транскр. Брол старс) је бесплатна акциона мобилна видео-игра за више играча коју је развила и објавила финска компанија Суперсел. Игрица нуди веома велик број хероја, који имају сопствене моћи и одређену реткост. Радња у игрици је смештена на великом броју мапа на којима је циљ да убијете и победите своје противнике. Игрица није Pay to win типа, због тога што они људи који купе неког карактера после други људи који га нису купили, могу га добити из кутије.
На дан 14. јуна 2017. године, Суперсел је најавио игру путем преноса уживо на Јутјубу. Сутрадан, 15. јуна 2017. године, игра је објављена на канадском Ап стору у виду „лаког” (ограниченог) лансирања (издавање новог производа или услуге ограниченој публици или тржишту пре пуног покретања). Дана 19. јануара 2018. године, постала је доступна на Ап стору у Канади, Финској, Шведској, Данској, Норвешкој, Ирској, Сингапуру, Хонгконгу, Макау и Малезији.
Дана 26. јуна 2018, корисници Андроида добили су приступ игри као наставак ограниченог лансирања. Дана 14. новембра 2018. године, Суперсел је најавио глобално лансирање игре на Јутјуб преносу уживо. Игра је објављена глобално 12. децембра 2018. године и зарадила је више од 63 милиона долара за само један месец.

## Играње игрице
У Brawl Stars играчи се боре против других противника у различитим режимима игре. Играчи бирају сопственог хероја звани Brawlers (транскр. Бролерс), које су откључали у Brawl Pass-у (транскр. Брол пес), у кутијама, трофејима или су их купили у продавници.
Играчи, такође, могу да позову своје пријатеље у тим и заједно да се боре против противничке екипе.

### Brawl Pass
У мају 2020. године, додано је ажурирање у игрицу које је названо „Brawl Pass". У Brawl Pass-у играчи могу да добију све врсте кутија, гемове, скинове, емотиконе, новац и поене за хероје. Постоје 2 типа Brawl Pass-а, то су бесплатан и премијум. Премијум Brawl Pass се плаћа 169 гемова или 249 гемова, у зависности да ли играч жели да откључа одређен број нивоа унапред.

### Power лига
Power лига је додана у игрицу у сезони број 5, а заменила је Power Play систем. Играчи откључавају ову лигу са 4500 трофеја. Сезона траје 2 месеца, осим прве сезоне која је завршила са завршетком сезоне 5. На крају сваке сезоне Power лиге, играчи добијају Star поене у зависности од њиховог ранга.
Играчи могу да играју Power лигу сами, или у тиму до три саиграча. Победник је онај који има највише победа, а нерешен меч се не рачуна. Сваки меч покреће насумичан режим игре и мапу. Представник сваког тима може да изабере хероја који неће моћи да се игра у мечу. Сви играчи морају да играју различите хероје.

### Сезоне у игрици
Свака сезона доноси нови Brawl Pass и нову Power лигу. Такође, уз сваку сезону долазе и тематски скинови који су прилагођени тој сезони. Свака сезона траје 2 месеца.

## Е-спортови
У 2019. години, Ред бул је одржао турнир Brawl Stars-а који је захтевао да свака екипа има творца садржаја на Јутјубу. Финале је одржано 2. фебруара исте године.

## Рецепција

### Награде
Игра је номинована за „мобилну игру” и „ИИ-ову мобилну игру године” на Петнаестој додели награда Британске Академије у области видео-игара.